# Auto-B-Good
Auto-B-Good  es una serie estadounidense de dibujos animados. La serie cuenta cuentos establecidos en una ciudad ficticia llamada Ciudad Auto, en la que todos los ciudadanos son los coches. El programa está diseñado para enseñar a los niños lecciones en carácter moral y valores.  Auto-B-Good  fue producido por Producciones Wet Cement, en Minnesota - un estudio de animación basada. En 2005 ganó un Premio Emmy para gráficos / animación en la categoría de noticias y también era el recipiente de tres Premio Aurora. En 2006, Auto-B-Good won 4 más Premios Emmy para la Producción de Audio / Post, Musical Composición / Arreglos, Artes Gráficas y Animación, Niños / Función Programa de Jóvenes / Segmento / Especial.

## Episodios
La primera temporada consistió en 29 episodios, cada uno centrado en un rasgo de carácter particular.

### Temporada 1
- "Amigos en lugares altos".
- "Evento celestial".
- "Un buen tiempo soleado"
- "Desde las profundidades".
- "Una milla en sus neumáticos"
- "Miedo escénico"
- "Izzi y el Gigante"
- "Los rumores de la guerra"
- "El precio de la libertad"
- "Trata oportunas"
- "La pintura perfecta"
- "Avanzando Juntos"
- "Crecer con responsabilidad"
- "Tarjeta Roja al respeto"
- "La Tierra de las probabilidades"
- "El club sin reglas"
- "Comprar hasta el cansancio"
- "Centro del universo"
- "Pendiente resbaladiza"
- "Carros piratas"
- "Miles al rescate"
- "La Fuerza Secreto"
- "Tusas"
- "El secreto del éxito '
- "El gol de la victoria"
- "Un plan ordenado"
- "Demasiado peligroso por los bordes"
- "Coronación Coche del Año"
- "Amigos al Rescate"

### Temporada 2
En el 2006,  completaron otros 16 episodios de la segunda temporada. Comenzó transmitido en abril de 2006 y fue en las tiendas en agosto de ese año.* Vuelta en U de los tramposos
- Saltando en el Cañón Cobra
- El proyecto integridad
- Una ocasión especial
- Los valore y el Golf
- Soñadores atrevidos
- Un sospechoso inusual
- El caso de la estatua perdida
- Consigue el Brio!
- Un problema desafiante
- Billy y los grandes cuernos
- Lug Nut
- Izza
- Transformación extrema
- Nivel 39
- Héroes del Oeste
- Carro, apunto y listo

## Personajes
Johnny
- Modelo: "Dodge Viper"

Johnny es fresco y atrevido. Él ama ir altas velocidades y un brillo brillante! Sus mejores amigos son Cali y Miles. Su actividad favorita es llegar Rechinido Lavado de Autos llegar "absolutamente limpio" y mostrar su brillo.
Cali
- Modelo: "1999 Mercedes-Benz R170"

Cali es, al igual que, la reina del Auto de la ciudad - o al menos eso te diría. Ella sale con Johnny y María, y si le dices hay una venta en la ciudad, ella sería como totalmente ido antes de que pudiera terminar su frase!
Ej
- Modelo: "1974 Morris Mini"

Uno de los "pequeños coches," EJ pone su todo en todo lo que hace. Él se esfuerza por mantenerse al día con los chicos grandes - y quiere ser como Johnny cuando crezca. Su mejor amigo es su compañera de clase Izzi.
Izzi
- Modelo: "1957 Isetta|BMW Isetta 300"

Izzi (Issadora) es inocente, ojos brillantes y curiosidad por todo. Izzi es la niña final. Le encanta jugar con EJ, pero puede sentirse frustrado al ser el más pequeño, y no siempre es capaz de hacer lo que los demás pueden.
Profesor
- Modelo: "1950 Citroën 2CV"

Inventos del profesor sería mundialmente conocido, salvo que por lo general van mal. Un poco excéntrico, un poco de análisis, pero con un corazón de oro que le hace amado por todos.
Franklin
- Model "1931 Tatra T80"

Viejo y sabio, Franklin ha vivido una vida plena, y puede hablar por experiencia para dar consejos sobre casi cualquier cosa. Él y el profesor son buenos amigos y ambos actúan como mentores de los "niños".
Miles
- Model: "1970 Volkswagen Karmann Ghia"

Miles es la conciencia de grupo. Él sabe lo que está bien y trata de guiar a los demás en esa dirección. Miles da un equilibrio a la amistad con Johnny y Cali
María
- Model: "2003 Jeep Liberty"

Con su amor por la aventura y cuatro ruedas, María es el pionera del grupo. Ella es entrenadora del equipo de fútbol de los pequeños coches "y tiene un trabajo en el parque. María lo más a menudo pasa con Derek.
Derek
- Model: "2000 Dodge Ram"

Derek es el más grande y más duro del grupo, pero las apariencias pueden ser engañosas. Con su forma leve y espíritu afable, Derek es a menudo pacificador y mediador del grupo.
Elrod
- Model: "1923 Austin 7"

Luchó en la gran guerra con CJ Willy, Franklin, y el Sr. Morgan. Vivía solo durante muchos años después de la guerra y más tarde se reconcilió con sus amigos. En la actualidad es el propietario y operador de Mini Golf de Elrod.
CJ Willy
- Model: 1942 Willys MB

Franklin, el Sr. Morgan, Elrod y el sargento CJ Willy a cargo durante la gran guerra. Su imagen está fundida en bronce como la estatua en el parque conmemorativo.
- "Ser valiente es hacer lo que sabemos que es correcto, incluso cuando otros pueden estar haciendo mal. Coches de coraje siempre tomar el camino cuando se trata de situaciones difíciles."

Lug nut
- Modelo: "1934 Triumph Dolomite (pre-1940)“

Lug nut artista que , junto con su compañero de comedia , Dip Stick, enseñar a Miles que ' ' entusiasmo ' ' es el secreto del éxito .
Billy
- Billy se perdió en el desierto a una edad temprana y fue criado por cuernos grandes. Cuando los otros coches lo encontraron en un viaje de campamento, le llevaron de nuevo a la Ciudad de Auto y aprendieron a ver todas las cosas maravillosas en su ciudad a través de nuevos ojos.